# Freaks (1932)
Freaks (Verweistitel: Freaks – Missgestaltete) ist ein US-amerikanischer Pre-Code-Horrorfilm aus dem Jahr 1932 von Regisseur Tod Browning. Die Darsteller waren echte Sideshow-Künstler mit echten Fehlbildungen oder sonstigen Behinderungen, was damals Unverständnis und Ablehnung bei einem Großteil des Publikums verursachte.

## Handlung
Eine Frau blickt während einer Kuriositätenschau in eine verschlossene Box und beginnt zu schreien. Der Führer erzählt daraufhin, dass das nun so schrecklich aussehende Wesen in der Box einst eine bezaubernde Trapezkünstlerin war. Im Folgenden wird die Geschichte erzählt, wie aus der schönen Trapezkünstlerin Cleopatra dieses Wesen wurde.
Der kleinwüchsige Hans ist Teil der Kuriositätenshow beim Zirkus von Madame Tetrallini. Hans ist mit der ebenfalls kleinwüchsigen Frieda verlobt, hat sich jedoch in Cleopatra verliebt. Er macht ihr trotz Friedas Warnung Komplimente und Geschenke, die Cleopatra gerne annimmt, aber hinter Hans’ Rücken macht sie sich über ihn lustig. Als Cleopatra erfährt, dass Hans durch eine Erbschaft vermögend geworden ist, schmiedet sie mit ihrem Geliebten, dem Muskelmann Hercules, einen perfiden Plan: Cleopatra heiratet Hans. Auf der Hochzeit zeigt Cleopatra ihr wahres Gesicht und macht sich betrunken über die vielen Freaks der Zirkusshow lustig. Sie und Hercules versuchen außerdem, Hans zu vergiften, um an sein Geld zu kommen. Dieser überlebt, doch sind ihm nun die Augen geöffnet worden.
Nicht nur Hans ist von der kühlen Zurückweisung, dem Hohn, dem Spott und dem Mordversuch betroffen. Seine Truppe, die täglich zum Gespött der „Normalen“ wird, hält untereinander zusammen. Dies kommt insbesondere durch den gegen Cleopatra gerichteten Ausspruch, sie sei jetzt „eine von ihnen“ (one of us) zum Ausdruck. Da sie dies nicht nur abgelehnt hat, sondern sich offen gegen Hans und die ganze Hochzeitsgesellschaft gewendet hat, ist das Maß nach dem Mordversuch endgültig voll. In einer stürmischen Regennacht wird das Unrecht, das Hans erleben musste, gemeinschaftlich gerächt, denn der Ehrenkodex der Truppe besagt, dass jeder, der einen von ihnen beleidigt, damit gleichzeitig alle beleidigt. Noch in der Nacht werden Hercules und Cleopatra gemeinschaftlich angegriffen. Hercules überlebt den Kampf nicht und Cleopatra geht als echter Freak aus ihm hervor, so dass sie nun selbst Teil einer Kuriositätenshow wird.
Die Schlussszene zeigt, wie Hans – mittlerweile durch sein Erbe in wohlhabenden Verhältnissen lebend – und Frieda einige Zeit später doch wieder zusammenfinden. Frieda wird dabei begleitet vom Clown Phroso und der schönen Zirkusdame Venus, die – obwohl beide keine Freaks sind – diese immer ernst genommen und mit Freundlichkeit behandelt haben.

## Hintergrund
Irving Thalberg, der Produktionsleiter von MGM, versuchte mit diesem Film an die Horrorerfolge der Konkurrenz Universal Studios anzuknüpfen. Er beauftragte Tod Browning damit, einen Film zu drehen, gegen den Dracula harmlos erscheinen sollte. In nur 36 Drehtagen entstand Freaks. Der Film basiert auf der Kurzgeschichte Spurs von Tod Robbins, die erstmals im Februar 1923 im Munsey’s Magazine abgedruckt wurde. Entgegen dem üblichen Schema entschloss sich Browning, seinen Film so authentisch wie möglich wirken zu lassen. Daher wurden Brownings „Freaks“ von echten Kleinwüchsigen, Amputierten und Deformierten gespielt, die er weltweit auf Rummelplätzen oder in Zirkuszelten rekrutierte. Unter anderem beteiligt waren Johnny Eck als der Mann ohne Unterleib, Daisy und Violet Hilton als siamesische Zwillinge, Prince Randian, ein Mann ohne Arme und ohne Beine, sowie Jane Barnell, die bärtige Frau.

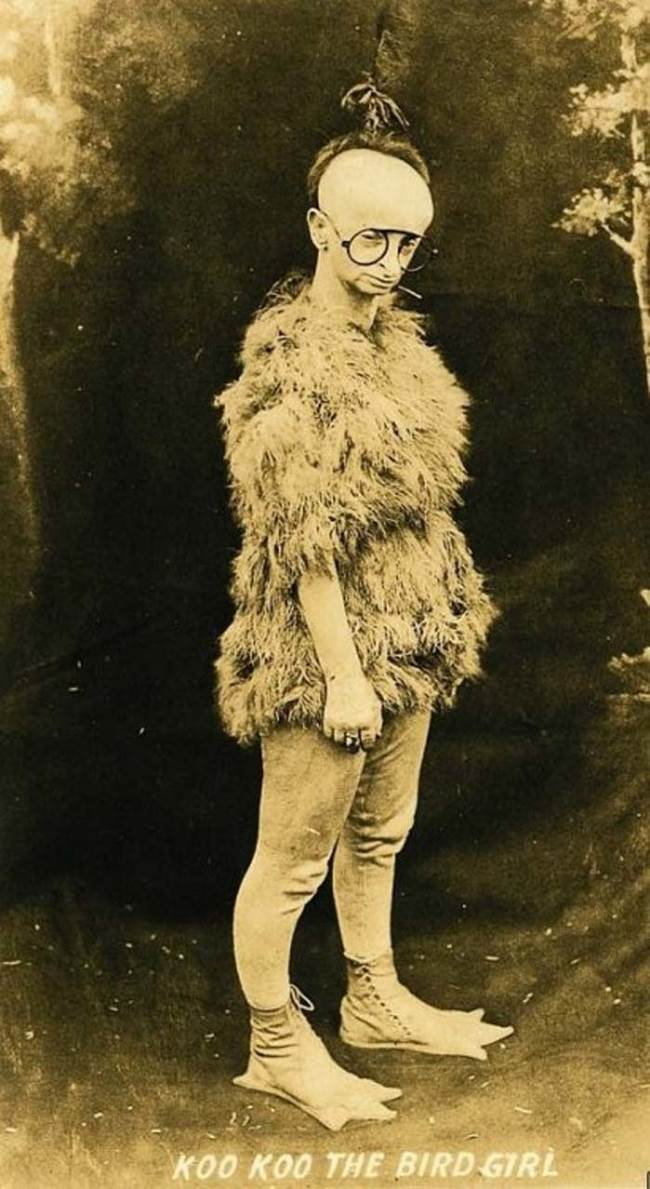
Koo-Koo Das Vogelmädchen (The Bird Girl)

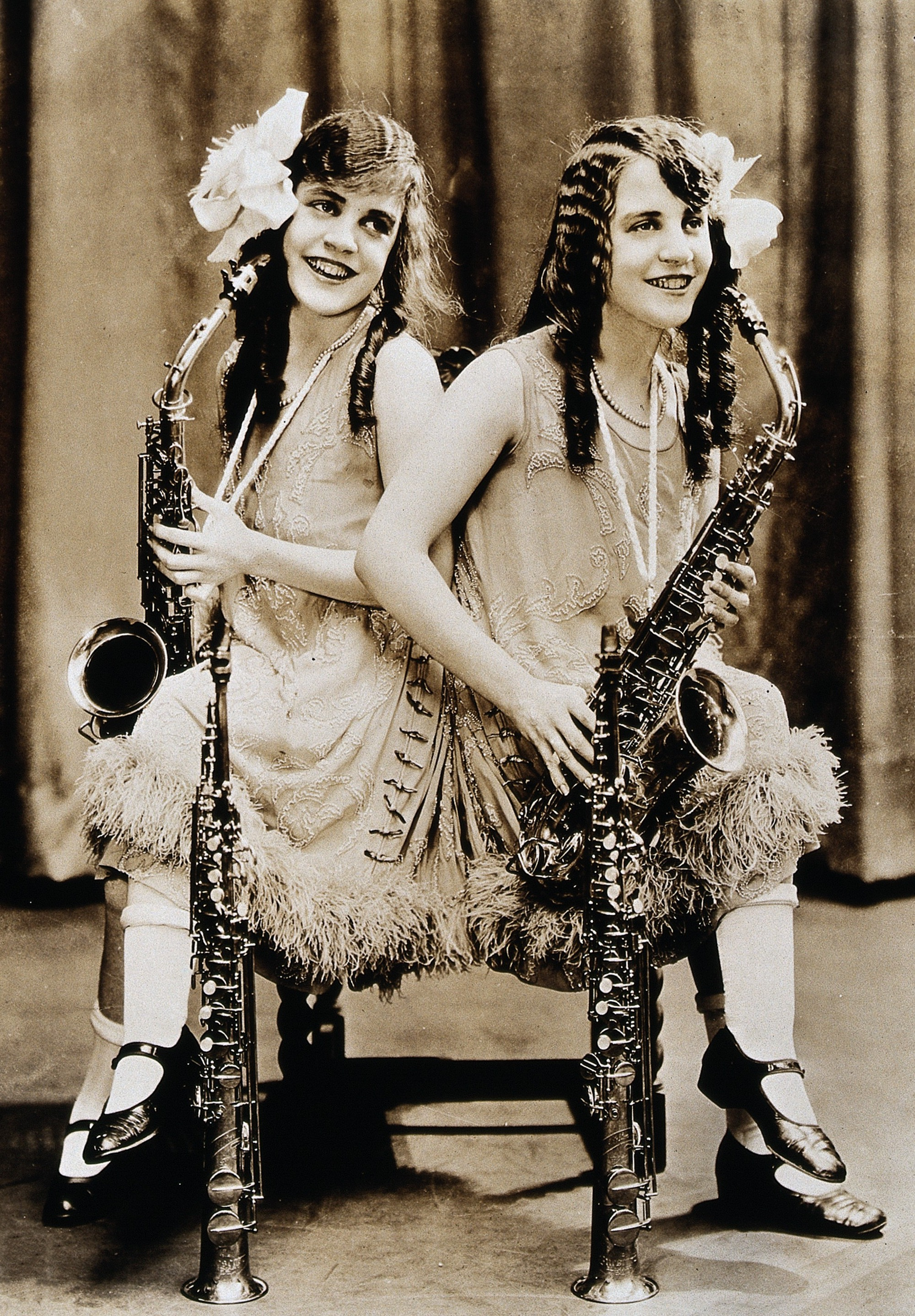
Daisy und Violet Hilton, Progress Studio, New York, ca. 1927

Mit dem kleinwüchsigen Hauptdarsteller Harry Earles, der im Film Hans spielte, hatte er bereits 1925 bei seinem Film Die unheimlichen Drei (engl. The Unholy Three) zusammengearbeitet. Hans’ Verlobte Frieda wurde von seiner jüngeren Schwester Daisy Earles gespielt, die wie ihr Bruder der Künstlerfamilie The Doll Family angehörte.
Frances O’Connor, die im Film eine Künstlerin spielt, die zwar keine Arme hat, aber dafür ihre Beine geschickt einsetzen kann, war ebenfalls Kleindarstellerin, beziehungsweise für Cooche Shows tätig. Da sie ohne Arme geboren war, verkörperte sie oft die Venus von Milo. Die ebenfalls armlose Martha Morris hatte, wie Frances O’Connor, bereits vor ihrer Filmrolle diverse Auftritte als armlose Frau (engl. „armless wonder“) absolviert.
Ursprünglich sollten die Rollen von Hercules, Cleopatra und Venus mit Victor McLaglen, Myrna Loy und Jean Harlow besetzt werden; diese wollten jedoch nicht zusammen mit dem übrigen Team spielen. F. Scott Fitzgerald hingegen, der zu dieser Zeit zu MGMs Autorenteam gehörte und mit den Filmstars nichts anfangen konnte, hatte keine Berührungsängste und setzte sich immer zu den Darstellern an einen Tisch.
Regisseur Browning lebte selbst mehrere Jahre im Zirkus und war es gewohnt, mit Menschen zu arbeiten, die nicht der Norm entsprachen. Eigentlich wollte er mit diesem Film ein Zeichen für das Verständnis der Andersartigkeit setzen, doch hatte der Film oftmals den gegenteiligen Effekt. Behinderungen galten als Kuriositäten und als moralisch bedenklich. Deshalb verließen viele Zuschauer die Aufführungen, weil ein solcher Film damals gegen die Moralvorstellungen vieler Besucher verstieß. Doch zeigt der Film, dass die „Monster“ nicht zwangsläufig beängstigend sein müssen und sich auch hinter einem „schönen“ und scheinbar normalen Menschen ein Monster verbergen kann.
Die Schlussszene war ursprünglich anders geplant. In einer ersten Fassung hört man Hercules, wie er nach der Bestrafung durch die Freaks Sopran singt. Dieses Ende verschreckte die Besucher bei Testvorführungen jedoch so sehr, dass es geändert wurde. Trotzdem wurde der Film in diversen Bundesstaaten und Städten der USA verboten. In manchen davon gilt dieses Verbot bis heute. Auch in Großbritannien war der Film 30 Jahre lang verboten. Damit erlitt die Karriere von Regisseur Browning, die gerade im Jahr zuvor mit dem Film Dracula ihren Höhepunkt erreicht hatte, einen Einbruch, von dem er sich nicht mehr erholte. Durch das Verbot der Zensoren war der Film für MGM nämlich ein finanzielles Desaster.
Der ursprünglich etwa 90 Minuten lange Film ist nur noch in einer um etwa ein Drittel kürzeren – und mittlerweile restaurierten – Fassung erhalten. 1994 wurde „Freaks“ in das National Film Registry aufgenommen.
Da Menschen mit Behinderung in der Filmindustrie bis heute deutlich unterrepräsentiert sind, hat dieses frühe Werk, in dem Andersartige als Sympathieträger auftreten, Seltenheitswert. Mittlerweile gilt Freaks nicht nur als Klassiker des Genres, sondern auch als verkanntes Meisterwerk sowie Mahnmal für Toleranz gegenüber Andersartigen.

### Synchronisation
Die deutsche Synchronfassung entstand 1992.
| Rolle                | Schauspieler           | Sprecher            |
| -------------------- | ---------------------- | ------------------- |
| Phroso               | Wallace Ford           | Ekkehardt Belle     |
| Venus                | Leila Hyams            | Madeleine Stolze    |
| Cleopatra            | Olga Baclanova         | Katharina Lopinski  |
| Hercules             | Henry Victor           | Dirk Galuba         |
| Hans                 | Harry Earles           | Oliver Grimm        |
| Frieda               | Daisy Earles           | Inez Günther        |
| Roscoe               | Roscoe Ates            | Hartmut Neugebauer  |
| Madame Tetrallini    | Rose Dione             | Alice Franz         |
| Armloses Mädchen     | Frances Belle O’Connor | Veronika Neugebauer |
| Lebender Torso       | Prince Randian         | Walter Reichelt     |
| Junge ohne Unterleib | Johnny Eck             | Manou Lubowski      |
| Angeleno             | Angelo Rossitto        | Ivar Combrinck      |
| Rollo Bruder #1      | Edward Brophy          | Peter Musäus        |
| Rollo Bruder #2      | Matt McHugh            | Holger Schwiers     |

## Kritiken
„Ein ausgefallenes Werk im Rahmen des klassischen Horrorfilm-Genres, in dem äußerlich wohlgeratene, jedoch böse Menschen monströsen Mißgeburten gegenübergestellt werden, die sich in allem Elend ein Gefühl für Würde, Recht und Liebe bewahrt haben. Ein im Kern humaner, zugleich aber grauenerregender Film, der die phantastischen und makabren Aspekte der Geschichte weidlich ausspielt.“

„Bizarrer Kultfilm. So schräg und fremdartig, dass er Jahrzehnte brauchte, um sein Publikum zu finden.“

„Ein verstörendes, faszinierendes Meisterwerk. Ein humaner, zärtlicher Horrorfilm.“

„Monströse Mißgeburten, aus allen Zirkusarenen der Welt, in einem gruseligen Spielfilm, dessen Horror atmosphärisch dicht mit den Äußerlichkeiten der Freaks operiert, um diese dann als die menschlichsten Wesen in die freie Phantasie des Zuschauers zu entlassen; packender, rührender, humaner Horror-Ausnahme-Film (…). (Wertung: 3 Sterne/sehr gut)“

„Indem die ‚Freaks‘ (im Film) ein alltägliches Leben führen dürfen, gewinnen sie zusehends jene Natürlichkeit, Selbstverständlichkeit und menschliche Würde zurück, die ihnen ein ‘Präparationsmedium’ wie die Photographie oder eine Kamera und eine Dramaturgie nehmen, die einen Lebensvollzug voller Sinn, voller Freude, voller Sorgen und dergleichen mehr nicht zulassen.“

## Rezeption
2007 diente der Film als Vorlage für die zeitgenössische Oper Freax, deren Musik von Moritz Eggert und das Libretto von Hannah Dübgen geschrieben wurde. Die konzertante Uraufführung im Rahmen des Internationalen Beethovenfestes Bonn sorgte für einen Skandal.